# Marcus Nispel
Marcus Nispel (Fráncfort del Meno, 15 de abril de 1963) es un director y productor de cine, de origen alemán y nacionalidad estadounidense. Es conocido por ser el productor de dos clásicos del terror en la década de 1980 tales como The Texas Chainsaw Massacre en 2003 y 2006 y conducir la dirección del remake de Viernes 13 en 2009. En 1997 dirigió el vídeo musical "Spice Up Your Life" del grupo "Spice Girls" el primer sencillo de su segundo álbum Spiceworld.

## Vida y carrera
Nispel comenzó su carrera en publicidad como director de arte de Young & Rubicam en Fráncfort.   
Se confirmó recientemente que Nispel dirigirá un reinicio de la franquicia Conan, el Bárbaro. Él ha declarado que este era su proyecto sueño de la infancia. 

## Vida personal
Marcus está casado con la escritora y editora Dyan Humes Nispel, con la que tiene dos hijos.

## Como director
- The Texas Chainsaw Massacre (2003)[3]
- Frankenstein (2004)
- Pathfinder (2007)
- Viernes 13 (2009)
- Conan the Barbarian (2011)

## Como productor
- Frankenstein (2004)
- Pathfinder (2007)